# Chodów
Chodów (deutsch Chodow, 1943–1945 Schodau) ist ein Dorf und Sitz der gleichnamigen Landgemeinde in Polen. Der Ort liegt im Powiat Kolski der Woiwodschaft Großpolen.

## Gemeinde
Zur Landgemeinde (gmina wiejska) Chodów gehören weitere Ortsteile mit einem Schulzenamt (solectwo).
Chodów (1943–1945 Schodau)
Aleksandrów
Bowyczyny
Budy-Gole
Chrzanowo
Czerwonka
Domaników (1943–1945 Domnikau)
Dziegielewo
Dzierzbice (1943–1945 Scherbitz)
Długie
Elizanów
Gąsiory (1943–1945 Gänsern)
Ignacewo
Jagiełłów
Kaleń Duża
Kaleń Mała
Kocewia Duża
Koserz
Niwki
Nowe Niwki
Nowy Koserz
Nowy Rdutów
Pniewo
Rdutów (1943–1945 Duttau)
Stanisławów
Studzień
Szołajdy
Turzynów
Wewierz
Wojciechowo
Zieleniec